# Bundesautobahn 60
Pour les articles homonymes, voir A60.
La Bundesautobahn 60 (ou BAB 60, A60 ou Autobahn 60) est une autoroute allemande mesurant 113 kilomètres. Elle est complètement classée en tant qu'E42 et un court tronçon est également classé en tant que E29.